# Frenz (Inden)
Frenz is een plaats in de Duitse gemeente Inden, deelstaat Noordrijn-Westfalen, en telt 664 inwoners (2007).